# Яструб чилійський
Яструб чилійський (Accipiter chilensis) — хижий птах роду яструбів родини яструбових ряду яструбоподібних, що мешкає на півдні Чилі, в деяких південно-західних районах Аргентини та на Вогняній Землі.

## Опис

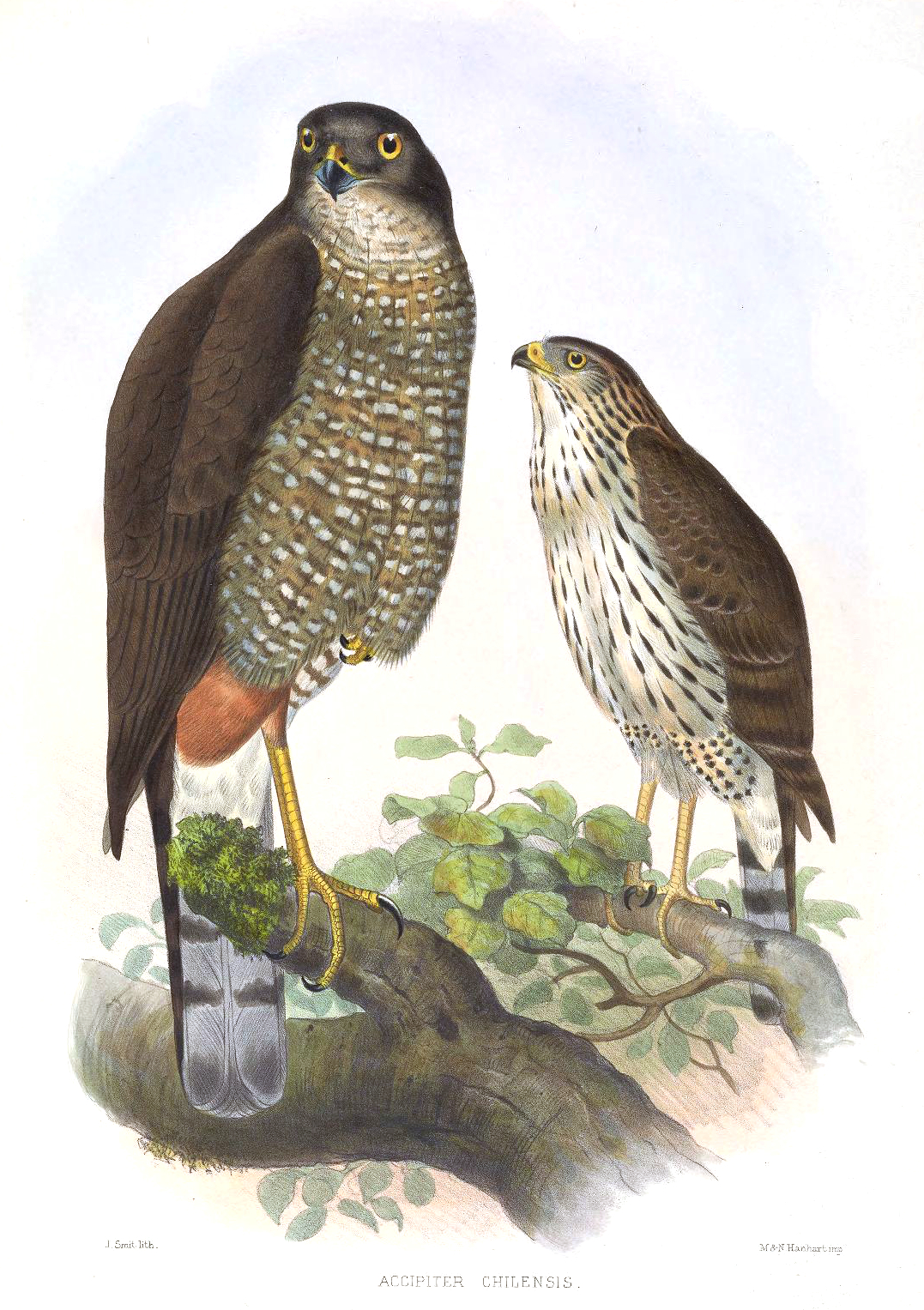

Довжина самця становить 37–38 см, самки — 41–42 см. Розмах крил становить 59–85 см. У дорослих птахів верхня частина тіла чорного кольору, попелясто-сірі груди й живіт, поцятковані темними смужками. На горлі поздовжні темні смуги, нижня частина хвоста біла, а верхня коричнева, з п'ятьма чи шістьма темними смугами. Ноги зеленувато-жовті, очі жовті. Самки й самці ідентичного кольору.
У молодих птахів верхня частина тіла більш коричнева, з кремовими кінчиками пер. Груди світліші, а на животі численніші смужки. Верхня частина хвоста світліша.

## Поширення
Північна межа поширення чилійського яструба в Аргентині проходить в провінції Неукен, приблизно на 36 ° південної широти. Північна межа поширення птаха в Чилі невідома. Імовірно, такою межею є регіон О'Хіггінс, хоча він іноді зустрічається і в районі Вальпараїсо, а також, можливо, в регіоні Кокімбо і національному парку Фрай-Хорхе. Південною межею поширення чилійського яструба є Вогняна Земля, приблизно на 55 ° південної широти.
Міграції птаха недостатньо досліджені. Загалом він вважається осілим видом, однак були помічені сезонні міграції чилійських птахів на північний захід Аргентини. Можливо, вони слідують за міграціями зграй невеликих горобцеподібних, або навіть чилійських голубів (Patagioenas araucana). Молоді яструби. імовірно, більш схильні до міграцій: декілька птахів були помічені в Тафі-дель-Вальє, Аргентина, що в сотнях кілометрів на північ від ареалу проживання виду.

## Екологія
Чилійський яструб мешкає в лісах помірного поясу. Рідше він зустрічається в склерофітових лісах і на відкритих місцевостях. Птах майже не зустрічається в місцях людської активності. Зазвичай в лісах, де мешкає птах, переважають такі дерева, як араукарії й нотофагуси.

### Раціон
Чилійський яструб харчується майже виключно птахами (до 97,8%). Він полює на понад 3 різні види птахів, 4 види гризунів і на деякі види комах і плазунів. Серед найпопулярніших об'єктів полювання яструба можна назвати малого раядито (Aphrastura spinicauda), бородатого чижа (Spinus barbata), чилійську еленію (Elaenia chilensis), південного дрозда (Turdus falcklandii) і червонооку монжиту (Xolmis pyrope).

### Розмноження
Розмножується влітку. Пари формуються в середині-кінці жовтня, насиджують яйця в грудні, а пташенята з'являються в січні-лютому. Пара невдовзі розпадається. 
Гніздо на овальній платформі має розміри приблизно 50–80 на 50–60 см, висоту 25 см. Побудовані вони з переплетених сухих гілочок. Розміщуються гнізда на висоті 16–20 м над землею, поблизу стовбура. Інколи гнізда можуть використовуватись повторно, але частіше гніздо будується кожний сезон.
В кладці зазвичай два-три яйця, рідше одне. Вони білі з блакитнуватим відтінком, розміром з куряче яйце. Всередині шкаралупа блакитнішого кольору. Насиджують яйця три тижні. Батьки захищають гніздо від хижих птахів, таких як андійський канюк (Geranoaetus polyosoma). За дослідженнями орнітологів, часто всі три пташеняти доживають до дорослого віку, на відміну від багатьох інших видів, де виживає лише одне, найсильніше.

## Збереження
Чилійський яструб є одним з найменш досліджених хижих птахів Патагонії. Він внесений в список рідкісних видів Чилі й захищається законом. Загалом, це рідкісний птах, хоч його популяція і не знаходиться під загрозою вимирання. МСОП не надала свою оцінку цьому виду, хоча він вказується в Доповненні II конвенції СІТЕС.